# Frederick Loeser & Co.
Frederick Loeser & Co. was een groot warenhuis in Brooklyn, New York. De vlaggenschipwinkel op Fulton Street 484 was 65 jaar lang een van de belangrijkste herkenningspunten van Brooklyn. De winkel sloot in februari 1952.

## Geschiedenis
Het bedrijf werd in 1860 opgericht als Loeser en Dinkelspiel door de Duitse immigrant Frederick Loeser (1833-1911). Het begon als een borduur- en passementbedrijf. De oorspronkelijke winkel was gevestigd op Fulton Street 277, een blok verwijderd van de Brooklyn Borough Hall. Het bedrijf groeide relatief snel en kocht concurrenten en partners op.
In 1870 opende het bedrijf een tweede, grotere winkel nabij de huidige kruising van Fulton Street en Boerum Place. In maart 1887 verhuisde de winkel naar Fulton Street 484, een nieuw gebouw van vijf verdiepingen. Het gebouw was van alle moderne gemakken voorzien, waaronder elektrische verlichting, telefoondiensten, liften, toiletten, paskamers en luxe duplex roltrappen. De onderste drie verdiepingen werden gebruikt voor de verkoop, op de vierde verdieping bevonden zich de administratiekantoren. De bovenverdieping werd gebruikt voor toiletten, paskamers voor dames, de inkoop- en andere afdelingen. 
In 1887 ging de in Schotland geboren importeur van kant en stoffen John Gibb een partnerschap aan met Frederick Loeser. Na de dood van Loeser in 1903 werd de familie Gibb eigenaar van het bedrijf. De zoon van John Gibb, Walter Gibb, was de laatste van de broers Gibb die bij de winkel betrokken was. In 1912 overleed hij, waarna zijn weduwe Florence Swan Gibb de hoofdeigenaar werd. Het bedrijf breidde uit met vestigingen in Bay Shore en Garden City, Long Island, New York.
Begin 20e eeuw leverde het bedrijf porselein voor het immigratiestation op Ellis Island .

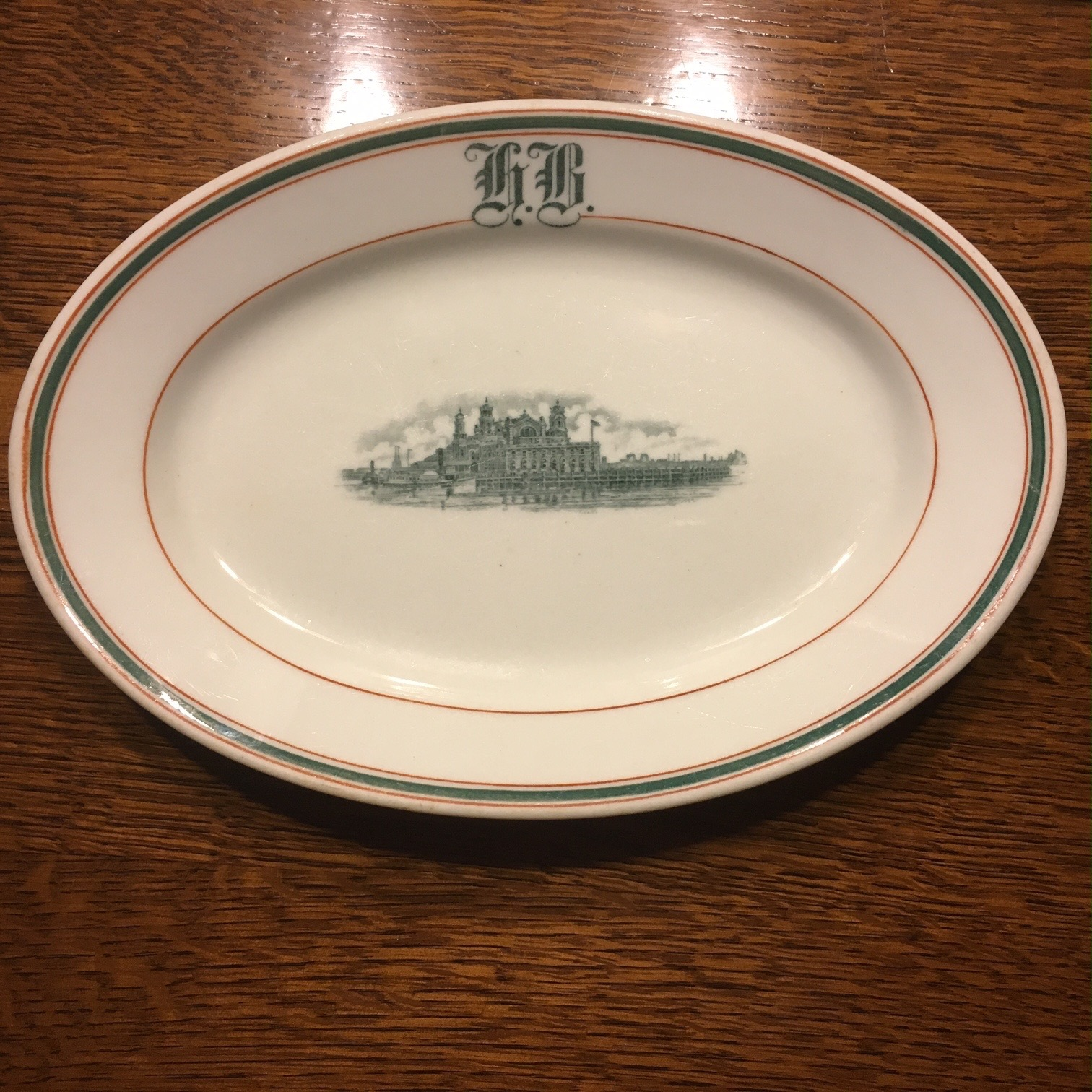
Een van de stukken porselein die Frederick Loeser & Co. leverde voor het immigratiestation op Ellis Island

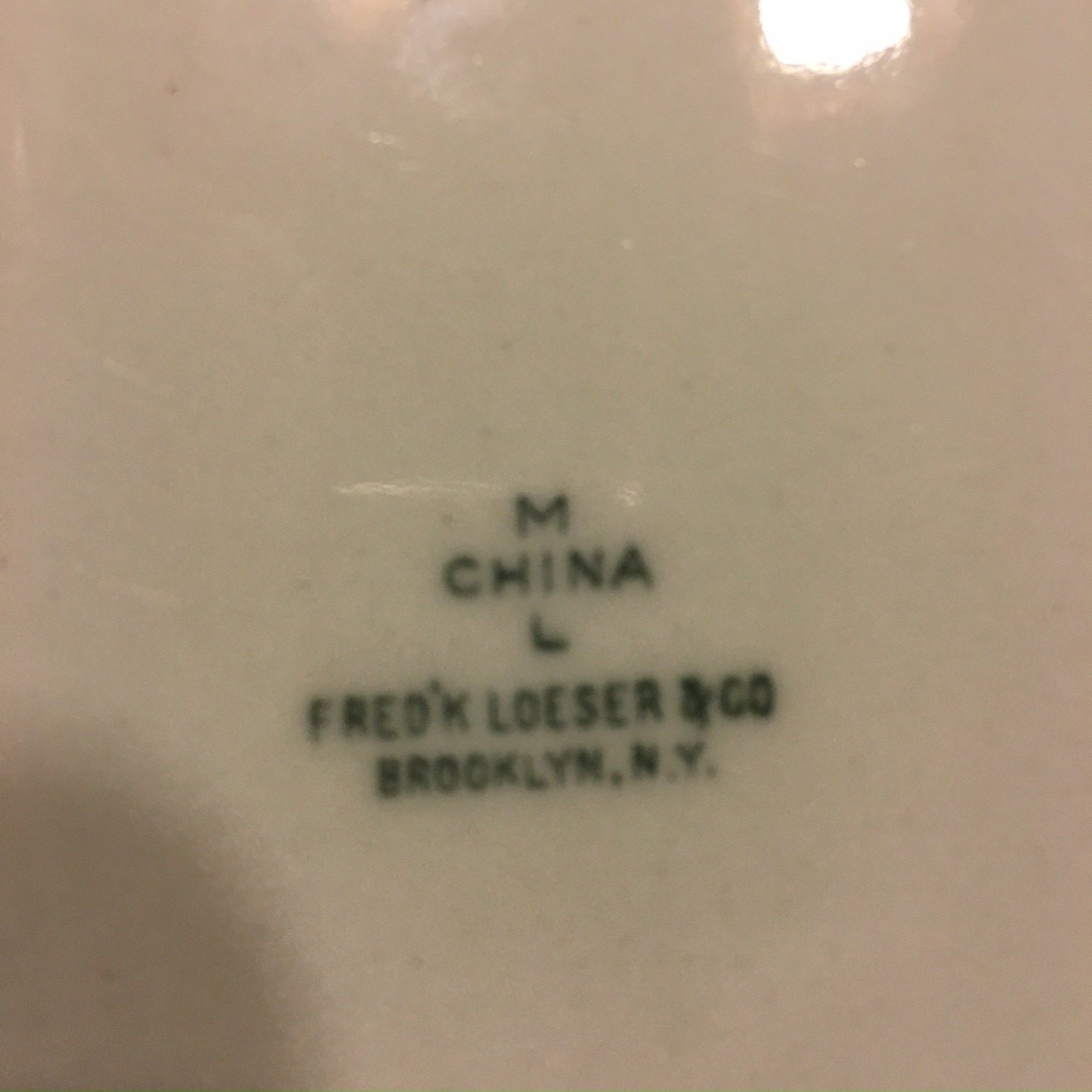
Gestempeld "Fred'k Loeser & Co"

In 1934-36 was Lois Wilson verkoopster en interieurontwerpster bij het warenhuis Loeser's. Lois Wilson was de lang lijdende echtgenote van William Griffith Wilson (Bill W.), een medeoprichter van Anonieme Alcoholisten.
In 1947, na de dood van Walter Gibbs enige kind, Althea Gibb Hunter, werd het bedrijf verkocht aan een syndicaat van investeerders voor een bedrag van $ 8 miljoen. Ze zouden het bedrijf tot 1952 exploiteren, toen het na twee jaar van grote verliezen werd gesloten. Hierna kocht de naburige retailer AI Namm & Son uit Brooklyn het handelsmerk en de goodwill van Frederick Loeser. De winkel werd verder geëxploiteerd onder de naam Namm Loeser tot 1957, toen de zaak sloot vanwege de vlucht van de klantenkring naar de voorsteden.